# 拉勒格里皮耶尔
拉勒格里皮耶尔（法語：La Regrippière，法語發音：[la ʁəɡʁipjɛʁ]）是法国大西洋卢瓦尔省的一个市镇，位于该省东部偏南，和曼恩-卢瓦尔省接壤，属于南特区。

## 地理
拉勒格里皮耶尔（47°10'54"N, 1°10'34"W）面积18.17 平方千米，位于法国卢瓦尔河地区大区大西洋卢瓦尔省，该省份为法国西北部沿海省份，位于布列塔尼半岛东南部，北起伊勒-维莱讷省，西北接莫尔比昂省，西临大西洋，南至旺代省，东临曼恩-卢瓦尔省。
与拉勒格里皮耶尔接壤的市镇（或旧市镇、城区）包括：拉勒莫迪耶尔、瓦莱特、埃夫尔河畔蒙特勒沃、塞夫勒穆瓦讷、莫日地区博普雷欧。
拉勒格里皮耶尔的时区为UTC+01:00、UTC+02:00（夏令时）。

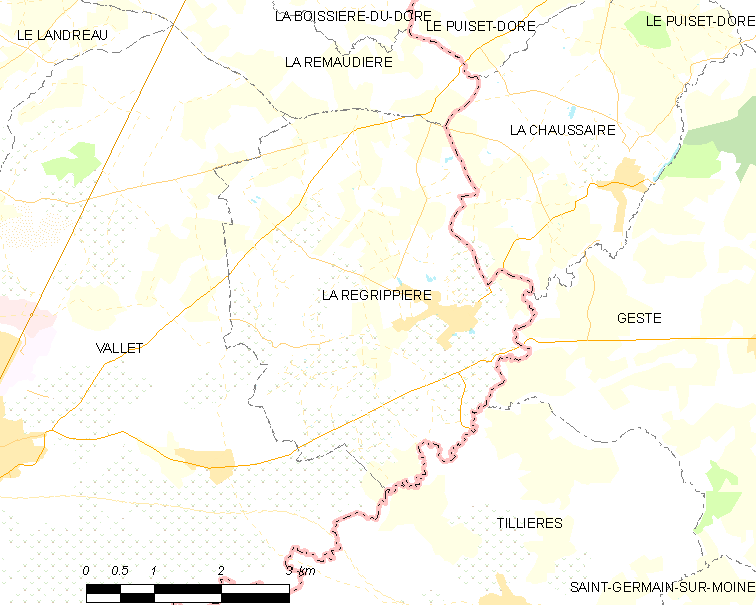
拉勒格里皮耶尔的OSM定位图

## 行政
拉勒格里皮耶尔的邮政编码为44330，INSEE市镇编码为44140。

## 政治
拉勒格里皮耶尔所属的省级选区为瓦莱特县。

## 交通
大西洋卢瓦尔省省道D108线、D116线和D756线经过拉勒格里皮耶尔境内。

## 人口

1962-2008年间拉勒格里皮耶尔人口变化图示

拉勒格里皮耶尔于2022年1月1日时的人口数量为1559人。